# 埃里希·帕斯卡·馬肯佩爾
埃里希·帕斯卡·馬肯佩爾（德語：Erich Pascal Malkemper，1985年6月24日—）是一名德國神經科學家。他主要研究磁感和動物聽覺，目前是德國波昂歐洲高級研究中心馬克斯·普朗克學會的小組負責人。

## 教育
馬肯佩爾曾在波鴻魯爾大學攻讀神經生物學。他於2011年獲得該校理學碩士學位。2014年，他在杜伊斯堡-埃森大學獲得博士學位，師從海涅克·布爾達（Hynek Burda）。在杜伊斯堡-埃森大學獲得博士學位後，他在奧地利維也納分子病理學研究所 與大衛·基亞斯 一起從事博士後研究。

## 研究工作
2014年，馬肯佩爾發現小林姬鼠具有依賴射頻的磁感，並因研究狗的磁感而獲得搞笑諾貝爾獎生物學獎。此外，他也證明內耳中不存在磁鐵礦磁感受器。由於鳥類內耳中存在富含鐵的毛髮細胞器，以前曾有人假設在這個位置存在磁鐵礦磁感受器。
2020年，馬肯佩爾獲得價值150萬歐元的歐洲研究理事會啟動基金，用於研究囓齒動物的磁感。